# Дощові ліси Міндоро
Дощові ліси Міндоро (ідентифікатор WWF: IM0130) — індомалайський екорегіон тропічних та субтропічних вологих широколистяних лісів, розташований на Філіппінах. Він вирізняється високим біорізноманіттям та рівнем ендемізму.

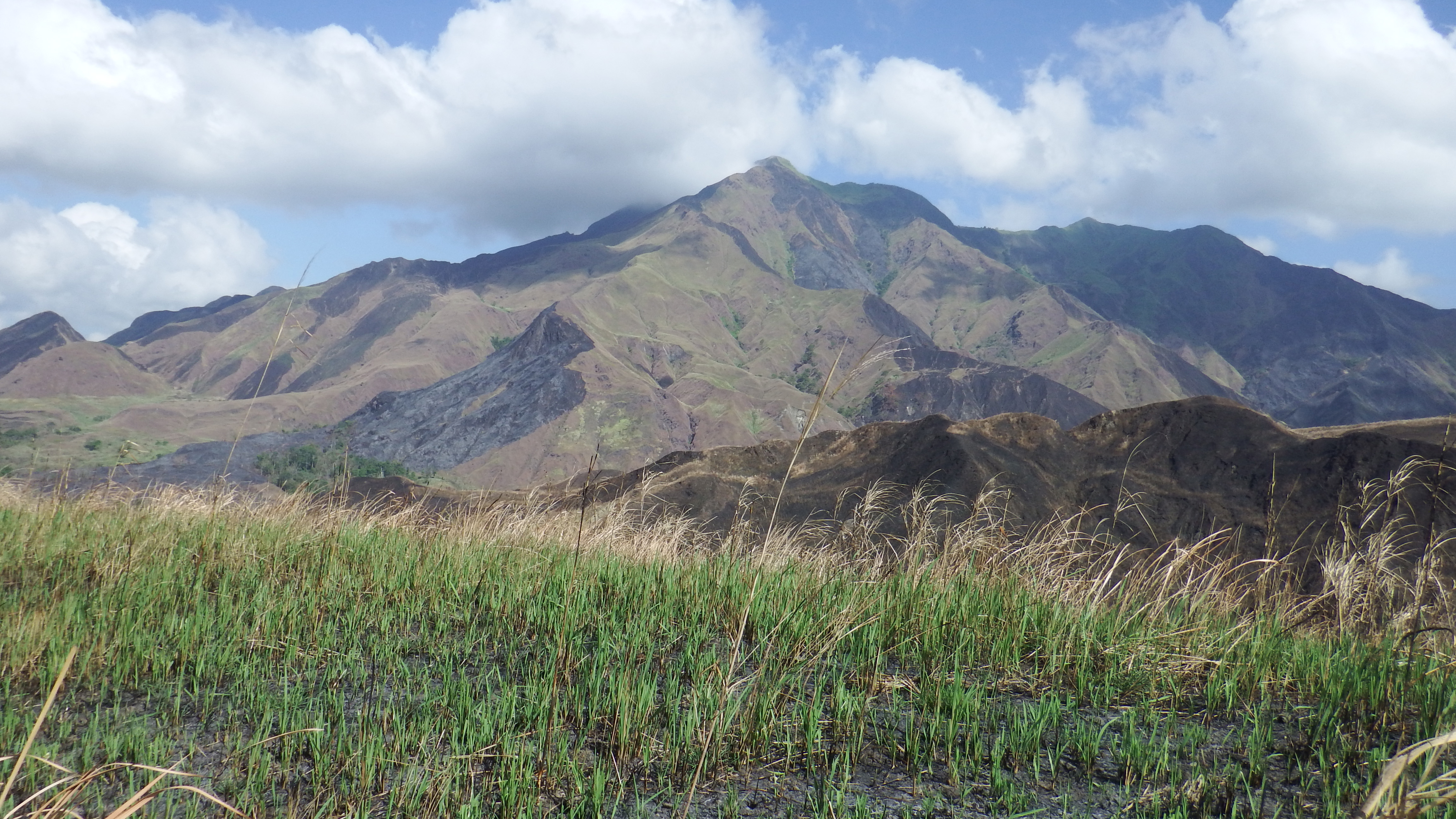
Високогір'я Міндоро

## Географія
Екорегіон дощових лісів Міндоро охоплює острів Міндоро, розташований на заході Філіппін, між Лусоном на північному сході та Палаваном на південному заході, а також сусідні архіпелаги Лубанг та Калуя. З півночі на південь острів Міндоро перетинають гори, найвищими вершинами яких є Алькон заввишки 2616 м та Бако заввишки 2488 м.
Міндоро разом з Палаваном та островами Каламіан відділився від Євразії приблизно 32 мільйони років тому, перемістився на південний схід, що супроводжувалося розширенням Південнокитайського моря, став частиною Філіппінського архіпелагу приблизно 17 мільйонів років тому, і остаточно піднявся над водою приблизно 5-10 мільйонів років тому. Оскільки Міндоро відділений від Палавану та Лусону глибокими протоками, він не сполучався з ними сухопутними мостами під час плейстоцену, коли рівень Світового океану був на 120 м нижчим, ніж зараз. Тривала ізоляція острова призвела до формування його унікальної флори і фауни, що включає багато ендемічних видів.

## Клімат
На більшій частині екорегіону домінує тропічний мусонний клімат (Am за класифікацією кліматів Кеппена). Середня максимальна температура тут становить близько 30 °C, а середньорічна кількість опадів — понад 2200 мм. З червня по листопад триває вологий сезон, а з грудня по травень — сухий сезон. З листопада по лютий в регіоні дмуть північно-східні мусони, а з червня по жовтень — південно-західні мусони. Під час мусонів часто трапляються тропічні циклони та грози.

## Флора
На західній половині острова Міндоро, на висоті до 400 м над рівнем моря, переважають напівлистяні дощові ліси, а на схід від гір — вічнозелені дощові ліси. Основу рівнинних дощових лісів екорегіону складають представники родини діптерокарпових (Dipterocarpaceae), зокрема великоцвіті діптерокарпуси (Dipterocarpus grandiflorus), мигдалеві шореї (Shorea almon), скручені шореї (Shorea contorta), дерева гуйхо (Shorea guiso), палосапісові шореї (Shorea palosapis), негроські шореї (Shorea negrosensis), дерева малаанонан (Parashorea malaanonan), різноцвіта хурма (Diospyros blancoi), індійські птерокарпуси (Pterocarpus indicus) та ладанні анісоптери (Anisoptera thurifera). Лісовий намет у цих багатоярусних лісах розташований на висоті понад 45 м над землею.
На висоті від 650 до 1200 м над рівнем моря поширені гірські дощові ліси, дерева в яких досягають нижчої висоти, ніж у рівнинних дощових лісах, а у високогір'ях — хмарні ліси. Дерева в гірських лісах вкриті мохами, епіфітними папоротями та орхідеями. У західній частині острова на висоті понад 600 м над рівнем моря зустрічаються насадження суматранської сосни (Pinus merkusii). На бідних вапнякових карстових субстратах ростуть низькорослі напівлистяні ліси, а у прибережних районах — мангрові ліси. Серед ендемічних рослин, що зустрічаються в лісах Міндоро, слід відзначити Symplocos filipes, Vaccinium woodianum, Elatostema halconense та Mezoneuron mindorense.

## Фауна
Серед поширених в екорегіоні ссавців слід відзначити міндорського замбара (Rusa marianna barandana), азійського мусанга (Paradoxurus hermaphroditus), малайську віверу (Viverra tangalunga), філіппінського макаку-крабоїда (Macaca fascicularis philippensis), філіппінського лісового пацюка (Rattus everetti), велетенського крилана або калонга (Pteropus vampyrus), майже ендемічного лусонського крилана (Otopteropus cartilagonodus) та багато інших кажанів і криланів.
Ендеміками Міндоро є рідкісні міндорські свині (Sus oliveri) та дуже рідкісні тамарау (Bubalus mindorensis) або міндорські карликові буйволи, які збереглися у віддалених гірських районах острова. За оцінками дослідників, станом на 2016 рік популяція тамарау становила близько 430 особин. Крім того, ендеміками екорегіону є низка дрібних ссавців, зокрема міндорські пацюки (Rattus mindorensis), великі міндорські філіпомиш (Apomys gracilirostris), міндорські лісові миші (Anonymomys mindorensis), лубанзькі філіпомиші (Apomys lubangensis), ілінські хмарні миші (Crateromys paulus), міндорські білозубки (Crocidura mindorus), малі білокрилі крилани (Desmalopex microleucoptera) та міндорські смугастоморді крилани (Styloctenium mindorensis). Майже ендемічними представниками екорегіону є лусонські білозубки (Crocidura grayi), малі філіппомиші (Apomys musculus) та міндорські смугасті пацюки (Chrotomys mindorensis).
Орнітофауна екорегіону також вирізняється високим біорізноманіттям та рівнем ендемізму. Тут зустрічається близько 350 птахів, з яких вісім видів є ендемічними. Ендеміками Міндоро є міндорійські голуби (Gallicolumba platenae), міндорські пінони (Ducula mindorensis), міндорійські коукали (Centropus steerii), міндорійські сови-голконоги (Ninox mindorensis), міндорійські сплюшки (Otus mindorensis), міндорські калао (Penelopides mindorensis), міндорські папуги-віхтьохвости (Prioniturus mindorensis), міндорійські окулярники (Hypsipetes mindorensis). Майже ендемічними представниками регіону є мантананійські сплюшки (Otus mantananensis), північні свистуни (Pachycephala albiventris), смугасті квічалі (Geokichla cinerea), філіппінські горихвістки (Phoenicurus bicolor) та червоногорлі квіткоїди (Dicaeum retrocinctum). Серед інших птахів, поширених на Міндоро, слід відзначити жовтоволого тілопо (Ptilinopus occipitalis), філіппінського сокола-карлика (Microhierax erythrogenys), філіппінського кориліса (Loriculus philippensis), філіппінську віялохвістку (Rhipidura nigritorquis), колето (Sarcops calvus), рудобокого сорокопуда (Lanius validirostris), філіппінську шаму (Copsychus mindanensis), барвисту нектаринку (Leptocoma sperata) та низинного окулярника (Zosterops meyeni).
Герпетофауна екорегіону включає міндорську деревну жабу (Philautus schmackeri), міндорського гекона (Gekko mindorensis), міндорського коротконогого сцинка (Brachymeles mindorensis), філіппінську кобру (Naja philippinensis) та дуже рідкісного філіппінського крокодила (Crocodylus mindorensis).

## Збереження
Більшість лісів регіону були знищені за останні століття. Незаймані праліси на Міндоро збереглися лише у високогір'ях гірського хребта, який розділяє острів. На східних схилах гір комерційна вирубка наразі припинена, тому залишки пралісів тут захищені вторинними лісами, однак їм все ще загрожує браконьєрство та підсічно-вогневе землеробство. На західних схилах гір загрозою для лісів виступають часті пожежі, які спалахують на прилеглих луках, що використовуються як пасовища.
Оцінка 2017 року показала, що 1627 км², або 17 % екорегіону, є заповідними територіями. Природоохоронні території включають: Національний парк гір Ігліт та Бако, Національний парк озера Наухан та Природний заповідник гори Калавіте.